# Elizabeth Whitlock
Elizabeth Whitlock, född 1761, död 1836, var en brittisk-amerikansk skådespelare.  Hon beskrivs som en av den amerikanska teaterns första nationella berömdheter. 
Hon gjorde sin debut vid Drury Lane i London 1783, och hade sedan en framgångsrik karriär i England och Skottland.  Hon var engagerad av Thomas Wignell vid Chestnut Street Theatre i Philadelphia 1793, och uppträdde även i Boston och vid Charleston Theatre. Mellan 1802 och 1807 beskrevs hon som den främsta talskådespelerskan vid Park Theatre i New York. 